# Central Park
Central Park (Parcul Central)  este un parc din Manhattan, New York, deschis în anul 1859. Are 315 ha (4 km lungime și 800 m lățime) și este vizitat anual de circa 25 de milioane de persoane. Este considerat cel mai frumos parc din New York.
Central Park este un parc urban în Manhattan, New York City. Central Park este cel mai vizitat parc urban din Statele Unite, cu 40 de milioane de vizitatori în 2013 [5] și una dintre locațiile cele mai filmate din lume.
Parcul a fost înființat în 1857 pe o suprafață de 778 de acri (315 ha) de terenuri deținute de oraș. În 1858, Frederick Law Olmsted și Calvert Vaux, un arhitect peisagist și, respectiv, un arhitect, au câștigat un concurs de design pentru îmbunătățirea și extinderea parcului, cu un plan denumit "Planul Greensward". Construcția a început în același an, iar prima zonă a parcului a fost deschisă publicului în iarna anului 1858. [6] Construcția a continuat în timpul războiului civil american mai departe spre nord și a fost extinsă până la dimensiunea actuală de 843 de hectare (341 ha) în 1873.
Parcul Central a fost desemnat ca punct de reper istoric național de către Departamentul de Interne al SUA în 1962. Parcul, gestionat de zeci de ani de Departamentul de parcuri și recreere din New York, este în prezent gestionat de Conservarea Centrală a Parcului, în baza unui contract cu guvernul municipal Un parteneriat public-privat. Conservarea este o organizație non-profit care contribuie cu 75% din bugetul anual al Central Park de 65 milioane de dolari și este responsabilă pentru întreaga îngrijire de bază a parcului de 843 de acri.

## Galerie de imagini

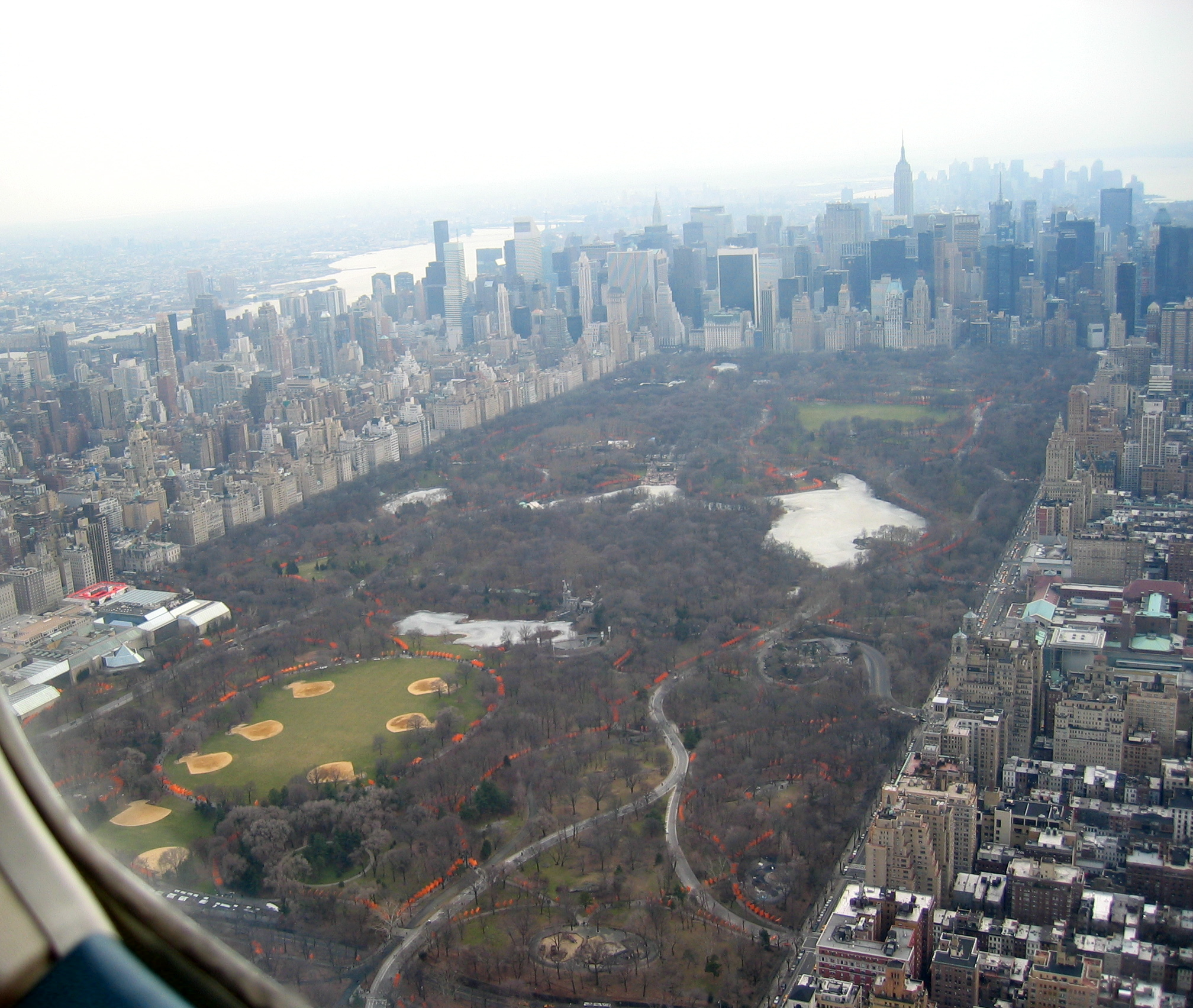
Central Park (vedere aeriană)
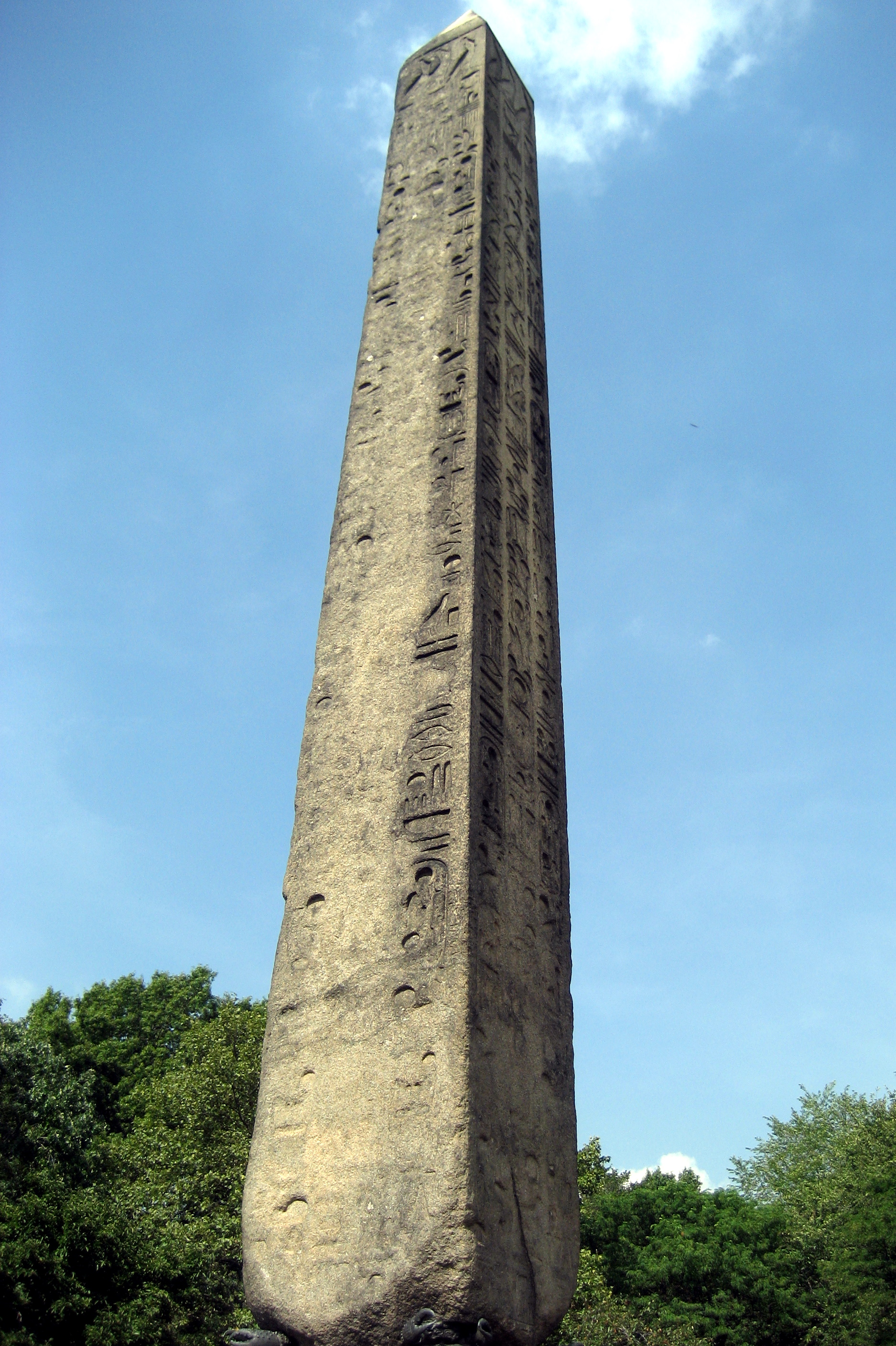
Obeliscul egiptean "Acul Cleopatrei" din Central Park
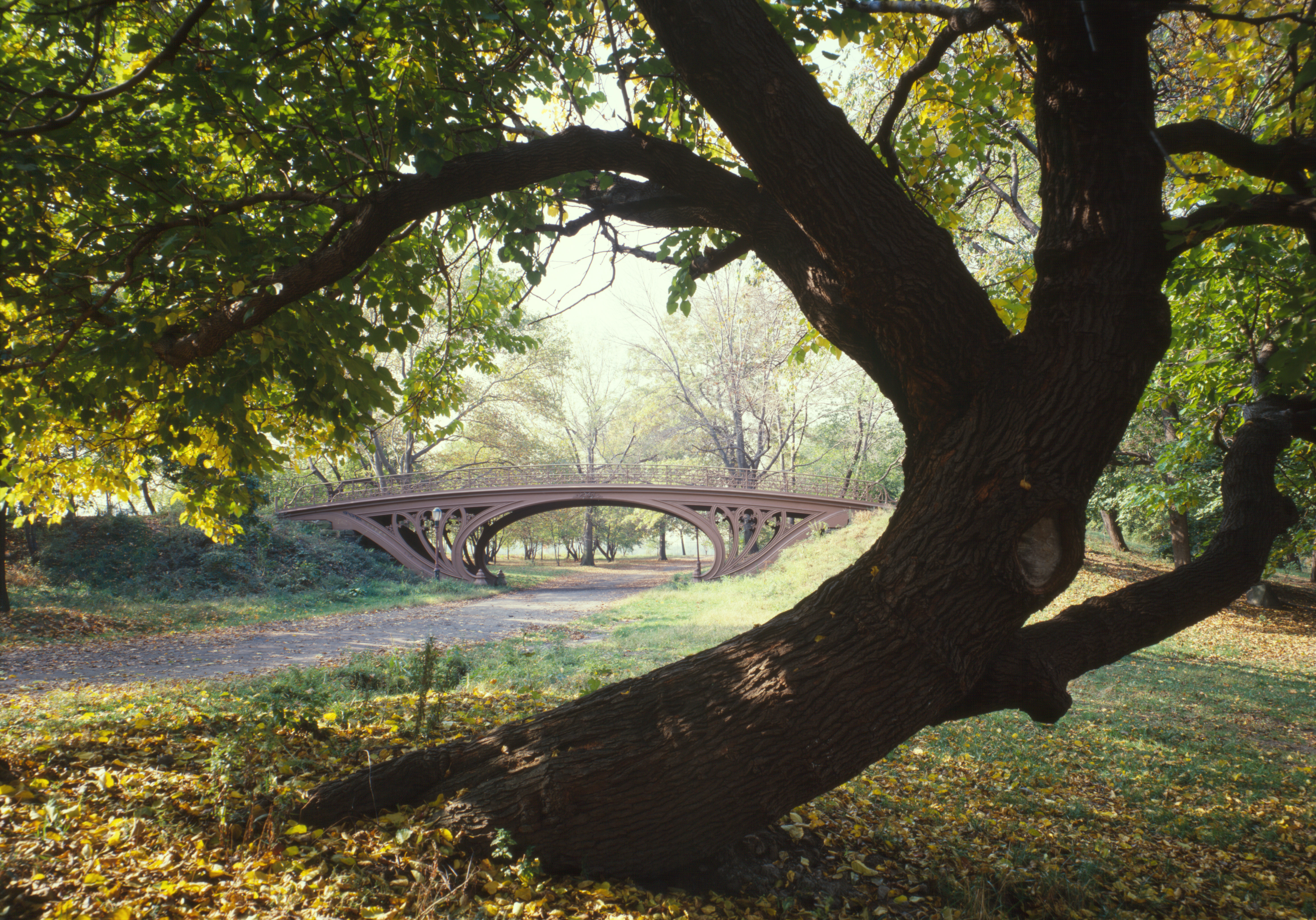
Central Park